# Mario Kasun
Mario Kasun (ur. 5 kwietnia 1980 w Vinkovci) – chorwacki koszykarz, grający na pozycji środkowego.

## Osiągnięcia
- MVP Pucharu Chorwacji (2011)

## Kariera zawodnicza
- 1996–1997: KK Velika Gorica
- 1997–2000: KK Zrinjevac
- 2000–2002: Gonzaga University
- 2002: Rhein Energie Kolonia
- 2002–2004: Frankfurt Opel Skyliners
- 2004–2006: Orlando Magic
- 2006–2008: FC Barcelona
- 2008–2010: Efes Pilsen Stambuł
- 2010–2012: KK Zagrzeb
- 2012-: Montepaschi Siena